# DVD-Spieler

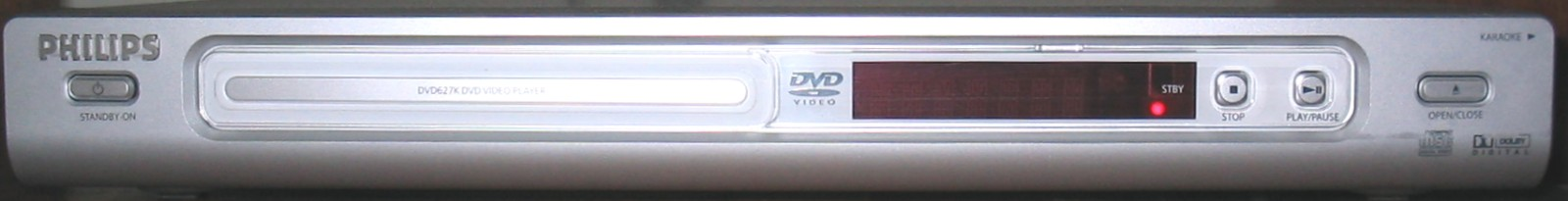
DVD-Spieler, Front

Ein DVD-Spieler (meist DVD-Player genannt) ist ein Abspielgerät für Video-DVDs. Nachfolger ist der Blu-ray-Player, der Vorgänger ist der CD-Spieler.

## Funktion

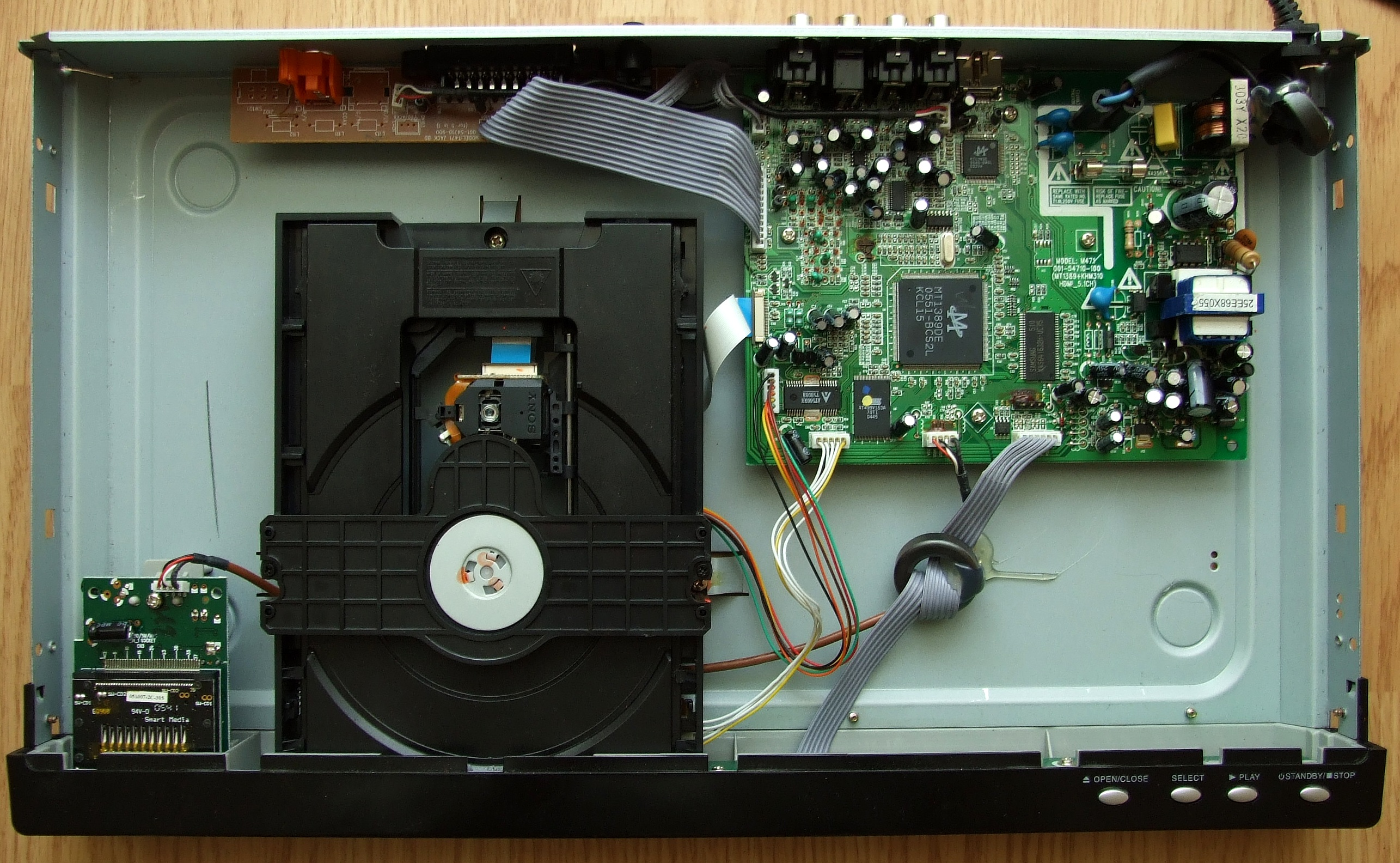
Innenleben eines DVD-Spielers

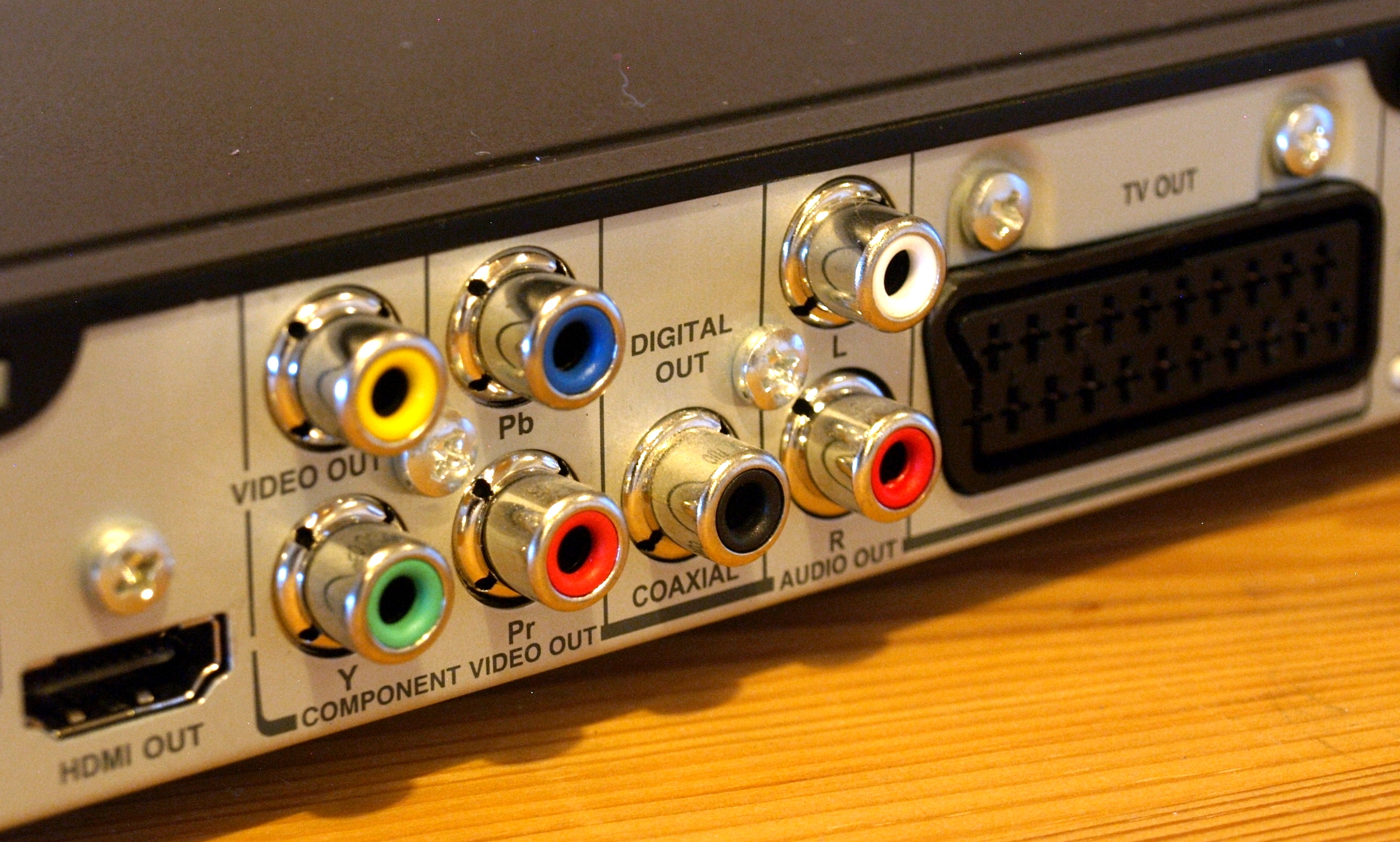
Anschlussbuchsen eines modernen DVD-Spielers (2016): Der einzelne HDMI-Anschluss ganz links im Bild ersetzt bei gleichzeitig hoher Übertragungsqualität für Audio und Video die älteren, im Bild daneben liegenden Verbindungsmöglichkeiten für Audio- und Videosignale über zahlreiche Einzelanschlüsse (Cinch-Buchsen / SCART-Stecker).

DVD-Spieler sind speziell für das Abspielen von Videos auf einem DVD-Datenträger gedacht und werden üblicherweise an ein Fernsehgerät angeschlossen. DVD-Spieler sind abwärtskompatibel zu CD-Spielern, können also auch normale Audio-CDs abspielen. Vergessen wird häufig, dass es für DVD-Audio eine andere Art von Spielern gibt, die auch DVD-Spieler genannt werden.
Aktuelle Geräte können je nach Ausstattung VCDs und SVCDs sowie hochkomprimierte Filme im DivX-, Xvid-, MP4-, Nero-Digital- oder WMV9-Format wiedergeben. Daneben können neuere DVD-Spieler auch Musik im MP3- und/oder im WMA-Format abspielen sowie Bilddateien im JPEG-Format anzeigen.
DVD-Spieler für Europa sind mit einem SCART-Anschluss ausgestattet, im Rest der Welt mit Cinch-Buchsen für Composite Video (gelb) und analoges Audio (rot und weiß), manche auch mit SCART und den Cinch-Buchsen, manche DVD-Spieler darüber hinaus auch mit S-Video oder den auch für höhere Auflösung geeigneten Anschlüssen Component Video oder HDMI. Einige verfügen über Anschlüsse für USB-Speichergeräte und den gängigsten Speicherkarten und können von diesen Medien Daten abspielen.
Nachdem schon seit Jahren Blu-ray-Player und die PlayStation 3 auf dem Markt sind, die DVDs mit dem AVCHD-Format abspielen können, sollen nun bald auch DVD-Player auf den Markt kommen, die dieses Format unterstützen. Andere sogenannte „Universal-Player“ beherrschen auch Audio-Medien wie die SACD (Super Audio Compact Disc) oder DVD-Audio, die bessere Qualität als herkömmliche CDs bieten, weshalb sie besonders in hochwertigen Audio-Anlagen oder Heimkinos zu finden sind. Exotischere DVD-Spieler können darüber hinaus Videostreams vom PC über Ethernet oder WLAN empfangen und abspielen.

### Kopierschutz und Regionalcode
Jeder DVD-Spieler muss – unabhängig davon, ob die abzuspielende DVD verschlüsselt ist oder nicht – die Entschlüsselung von CSS beherrschen. Zudem muss auch Macrovision unterstützt werden.
Viele DVD-Player können Regionalcode-markierte DVDs nur dann abspielen, wenn sie selbst mit demselben Regionalcode markiert sind, es gibt aber z. B. in Malaysia auch sog. „Region-free-Player“, die diese Markierung nicht beachten und alle DVDs abspielen. Im Baltikum herrscht die Besonderheit, dass die dort verkauften DVD-Spieler zu zwei DVD-Regionen (2 und 5) gehören. Dies liegt daran, dass die DVD 1996 eingeführt wurde, Estland, Lettland und Litauen im Zuge der EU-Osterweiterung aber erst 2004 der EU beitraten und innerhalb der EU Handelshemmnisse, wie der Regionalcode mit dem Europäischen Binnenmarkt unvereinbar sind.

## Ton
Zur Tonausgabe verfügen DVD-Spieler in der Regel neben dem SCART-Ausgang über einen analogen Zweikanal-Cinch-Ausgang und eine Downmix-Funktion. Damit kann, sofern auf den Medien ein Dolby-Digital-, Dolby-Surround- oder anderes Mehrkanal-Tonformat vorhanden ist, dieses auf zwei Stereo-Kanäle (auch über den SCART-Ausgang) verteilt werden.
Neuere DVD-Spieler mit integriertem Raumklang-Decoder verfügen in der Regel über einen sogenannten Sechskanalanschluss bzw. 5.1-Ausgang, erkennbar an sechs einzelnen Cinch-Anschlüssen, die mit Front links, Front rechts, Subwoofer, Center, Surround links, Surround rechts bezeichnet sind. Mit entsprechenden Kabeln ist eine Verbindung zum dafür vorgesehenen 5.1-Eingang eines AV-Receivers möglich, um Raumklang wiedergeben zu können.
Einige Geräte verfügen auch über einen optischen oder koaxialen Digitalausgang. Mit entsprechenden Digitalkabeln können sie mit einem entsprechend ausgestatteten AV-Receiver verbunden werden, womit ebenfalls Raumklang-Wiedergabe möglich ist.

## Ausführungen
DVD-Spieler gibt es in verschiedenen Ausführungen:
- Einzelgerät (Standalone)
- Die kompakte Kombination aus AV-Receiver und DVD-Spieler wird als DVD-Receiver bezeichnet.
- Ein tragbares Gerät, z. B. mit kleinem LCD (Portable DVD bzw. TV-DVD-Kombi).
- Integriert in andere Geräte (Autos oder Spielkonsolen, wie z. B. Sonys PlayStation 2).
- Als Funktion eines PCs mit eingebautem DVD-Laufwerk (DVD-ROM oder -Brenner) zusammen mit einer Medienspieler-Software und einem zum Dateiformat passenden Codec.
- Blu-ray-Disc-Spieler: Diese sind in der Regel abwärtskompatibel, sodass sie ebenfalls als DVD-Spieler verwendet werden können.
- Karaoke-DVD-Player: Diese verfügen über regelbare Mikrofoneingänge und können sogenannte CD+Gs (Graphic-CDs) abspielen.

## Geschichte

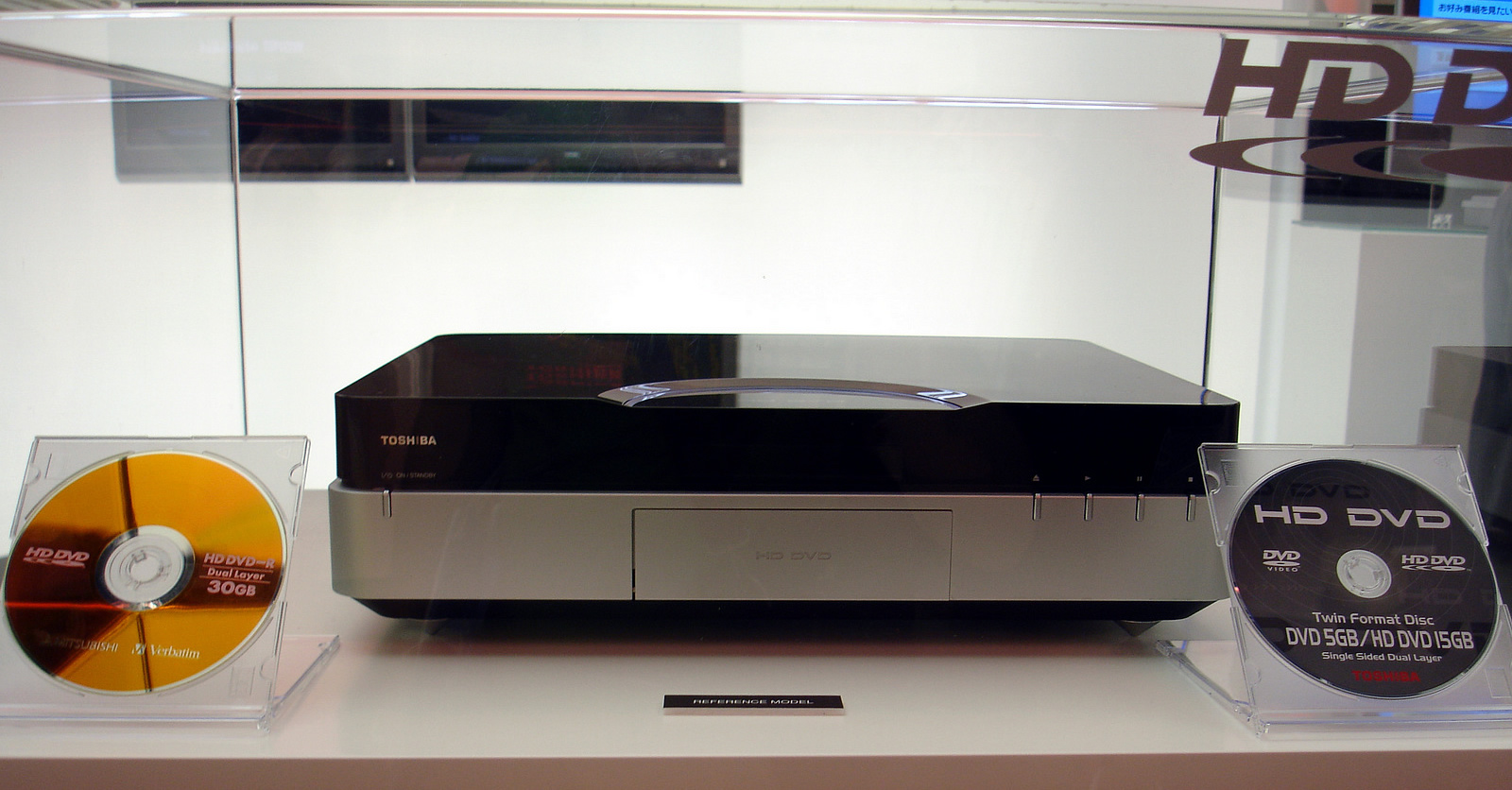
Toshiba HBS A 001 DVD-Player

Die ersten DVD-Spieler – die natürlich auch Audio-CDs wiedergeben konnten – kamen zunächst nur in Japan im November 1996 auf den Markt und kosteten umgerechnet etwa 700 bis 900 €, in den USA wurden sie dann ab März 1997 – anfangs nur in 7 Großstädten – verkauft, gegen Ende 1997 dann überall in den USA. In Europa kamen DVD-Spieler erst 1998 und in Australien erst 1999 auf den Markt. Der von Anfang an zu beobachtende Preisverfall der DVD-Player beschleunigte sich weiter, als im November 2000 die Spielkonsole PlayStation 2 von Sony weltweit auf den Markt gebracht wurde, da dieses Gerät auch DVDs abspielen kann.
1999 kostete ein DVD-Spieler im deutschsprachigen Raum etwa 500 €, mittlerweile sind preiswerte Geräte zu Preisen ab 30 € zu erwerben.
Die Firma Pioneer verkaufte ab November 1996 (drei Wochen nach dem ersten DVD-Spieler) in Japan auch die ersten DVD/LD/VCD/CD-Kombiplayer-Modelle, die sowohl Laserdiscs als auch DVDs wiedergeben können. Das erste Modell war der DVL-700, er kostete damals etwa 1200 US$. Das letzte Modell DVL-919 wurde von 1999 bis 2009 gebaut und kostete ca. 900 Euro, von diesem Modell gab es 1999 auch eine Version DVL-919E für den europäischen Markt, die PAL und NTSC unterstützt.
Im Jahr 2011 verfügten bereits 37,14 Millionen Personen in Deutschland über einen DVD-Player im Haushalt. In dieser Zahl ist die PlayStation 2 nicht berücksichtigt, von der zwischen 2000 und 2012 weltweit 154 Millionen verkauft wurden.

## DVD-Player-Spiele
Mit einem DVD-Spieler lassen sich auch sogenannte DVD-Player-Spiele spielen, die mit der DVD-Player-Fernbedienung bedient werden. Solche Art von Spielen sind meist im Quizbereich angesiedelt (z. B. Wer wird Millionär?). Allerdings können sich diese auf Dauer laufwerksschädigend auswirken, da der Laser ständig auf der DVD hin- und herspringen muss. Die Laufwerke der Player sind dafür nicht ausgelegt.

## Normen und Standards
- IEC 62389[5] – Messverfahren für DVD-Wiedergabegeräte; harmonisiert als EN 62389[6]
- DVD-Video Software Production Guide[7]